# マヌエル・コムネノス・ドゥーカス
マヌエル・コムネノス・ドゥーカス（Μανουήλ  Κομνηνός Δούκας, Manouel Komnenos Doukas, 1187年頃 - 1241年）は、エピロス・テッサロニキ専制公（在位：1230年 - 1237年）。中世ギリシア語表記ではマヌイル・コムニノス・ドゥカス。テッサロニキ帝国「皇帝」テオドロス1世コムネノス・ドゥーカスの弟。父系ではアンゲロス（Άγγελος, Angelos）であるが実際にはその名前を使用していない。

## 生涯
1230年に兄テオドロスがクロコトニツァの戦いで捕虜になった後、統治職を代行する。しかしテオドロスは1237年にブルガリア帝国皇帝イヴァン・アセン2世によって釈放され帰国すると、マヌエルを市から追放し長子ヨハネスをその支配に据えてしまう。マヌエルはやむなくテッサリアに逃れてそこに支配権を確立する。これによってかつての「テッサロニキ帝国」はテッサロニキ（ヨハネス）、テッサリア（マヌエル）、エピロス（ミカエル2世）の三国に分割された事になる。マヌエルは1241年頃に死去し、その遺領はミカエル2世が併合した。
マヌエルの最初の妻はセルビア君主ステファン・ネマニャの姉妹。二番目の妻はイヴァン・アセン2世の娘（庶子）。共に子供は生まれなかった。